# Mýto
Mýto (německy Mauth) je město v okrese Rokycany v Plzeňském kraji, v údolí Holoubkovského potoka asi jedenáct kilometrů severovýchodně od Rokycan. Žije v něm přibližně 1 600 obyvatel.
Mýto leží na hlavních spojnicích Prahy a Plzně: osu města tvoří historická silnice II/605, ze severní strany město míjí dálnice D5 (západně od Mýta je položen exit 50 Mýto), z jižní strany pak železniční trať 170 (zastávka Mýto). Součástí města je též osada Kařízek II, situovaná při železniční trati (zastávka Kařízek) necelé tři kilometry severovýchodně od Mýta.

## Název
Název Mýto (lidově též Mejto) označuje poplatek za použití silnice nebo vykácenou část lesa (mýtinu). Pojmenování města pravděpodobněji vychází z mýtního poplatku. V historických pramenech se objevuje ve tvarech: Muta (1336, 1352 až okolo roku 1405, 1379), „w Mytie“ (1478), Mayto (1505), „Meytha mčka polovici“ ( 1522) nebo Mauth a Meyto (1788 a 1849).

## Historie
První písemná zmínka o Mýtu pochází z roku 1296, kdy se zmiňuje zdejší farář Gottfried. Roku 1336 král Jan Lucemburský prodal nejvyššímu komorníkovi Království českého Petrovi I. z Rožmberka hrad Zbiroh včetně dalších statků. To byl pro město důležitý mezník, protože za Rožmberků získalo několik privilegií, včetně vlastního znaku. Dne 4. listopadu roku 1359 pražský arcibiskup Arnošt z Pardubic potvrdil, že bratři z Rožmberka připsali plat zdejší kapli svatého Jana Evangelisty a že její plebán Bláha obdržel další donaci, aby založil druhou kapli ve vsi Poděhusy. Zanedlouho Mýto obdrželo znak: pětilistou rožmberskou růži. V roce 1360 bylo přemísťováno kvůli nedostatku vody.
V roce 1379 byla v Mýtě sladovna, mlýn, lazebníci a osm masných krámů. Zbirožské panství, jehož částí se městečko stalo, připadlo za husitských válek panovníkovi. 4. června 1450 proběhla v prostoru mezi Mýtem a Rokycany tzv. bitva u Rokycan (někdy též uváděna jako bitva u Mýta), rozhodující střet mezi vojsky Poděbradské a Strakonické jednoty na počátku faktické vlády Jiřího z Poděbrad jakožto zemského správce. Mezi majiteli se v dalších letech vystřídali Kolovratové, Šternberkové, Lobkovicové a roku 1594 královská komora. Během té doby Mýto získalo další privilegia.
Následně začala třicetiletá válka. Kdysi výnosná zemská silnice přinášela jen pohromy v podobě vojsk. Roku 1639 Mýto vypálila švédská armáda generála Banéra. Z roku 1641 je první zmínka o poště. V osmnáctém století Mýto ožilo. Ve třicátých letech byl přestavěn kostel svatého Jana Křtitele. Nastal rozvoj cechů. V Mýtě bylo třetí nejznámější cvočkařské centrum na Podbrdsku. Ve stejném cechu se sdružovali i pekaři. Rozvíjely se i ženské spolky. Cvočkaři si v té době ale moc dobře nežili. Za svůj denní výdělek si mohli koupit 3 kg černého chleba, 2/3 kg hovězího, 300 g vepřového, 150 g másla, případně 6 vajec. Dne 7. června 1905 povýšil císař František Josef I. Mýto na město, a zároveň mu potvrdil užívání původního znaku. Tou dobou bylo založeno divadlo.

## Obyvatelstvo
| Rok            | 1869  | 1880  | 1890  | 1900  | 1910  | 1921  | 1930  | 1950  | 1961  | 1970  | 1980  | 1991  | 2001  | 2011  | 2021  |
| -------------- | ----- | ----- | ----- | ----- | ----- | ----- | ----- | ----- | ----- | ----- | ----- | ----- | ----- | ----- | ----- |
| Počet obyvatel | 2 114 | 2 102 | 2 159 | 2 287 | 2 296 | 2 191 | 2 217 | 1 676 | 1 823 | 1 640 | 1 497 | 1 382 | 1 403 | 1 506 | 1 536 |
| Počet domů     | 245   | 259   | 267   | 267   | 267   | 275   | 396   | 414   | 450   | 458   | 440   | 503   | 525   | 579   | 607   |

## Městská správa
V letech 1961–1985 k městu patřil Medový Újezd.

### Městské symboly
Vlajka byla městu udělena rozhodnutím předsedy Poslanecké sněmovny Parlamentu České republiky dne 8. června 2004.

## Pamětihodnosti

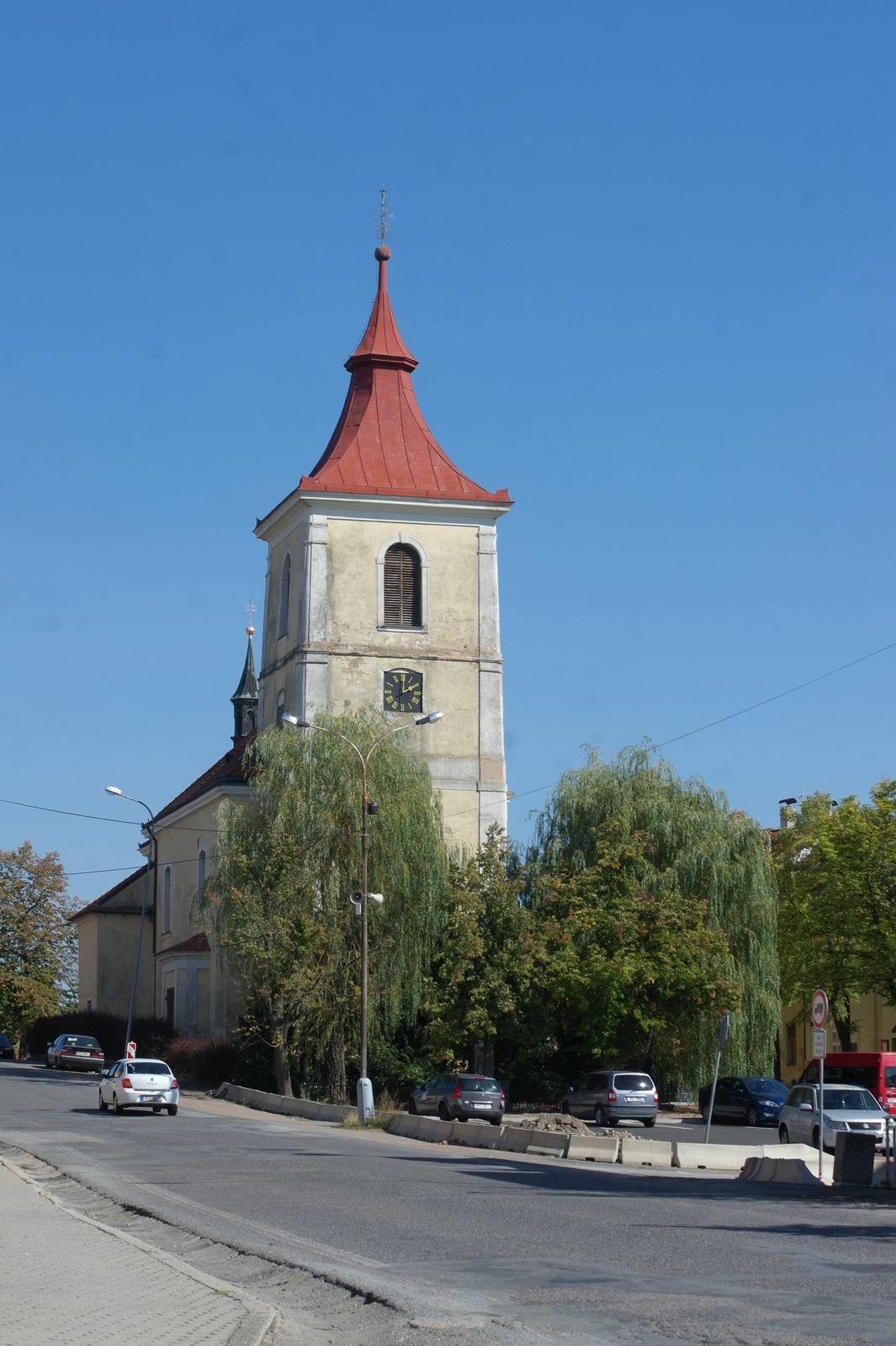
Kostel svatého Jana Křtitele

- Kostel svatého Jana Křtitele (původně sv. Jana Evangelisty), gotická stavba z první poloviny 14. století na náměstí
- Kostel svatého Štěpána na návrší směrem východně z města, gotická stavba; ke kostelu vede z města Stromořadí Svatopluka Čecha, lipová alej vysázená roku 1906
- Socha svatého Antonína Paduánského u cesty ke kostelu svatého Štěpána
- Kaple svatého Vojtěcha na návrší severně od města, místo s výhledem na Mýto a Brdy (od roku 1999 památkově chráněná)[12]
- Socha svatého Jana Nepomuckého na náměstí
- Fara
- Štěpánský rybník, paleontologické naleziště klabavského souvrství českého ordoviku, u stejnojmenného rybníka zhruba jeden a půl kilometru východně od města
- Kařízský dub s břečťanem, památný strom (dub letní a břečťan popínavý) v zahradě u železniční trati v osadě Kařízek II
- Sladovna – bývalý parostrojní pivovar roku 1895 přestavěný na sladovnu, technická památka

## Rodáci
- Josef Kyselka (1846–1911), kněz a spisovatel
- Alois Šmolík (1893–1952), konstruktér letadel